# Фудоки
Фудоки (風土記) - 713. године царица Генмеј даје наредбу свакој покрајини да уреди и достави царском двору запис о својој области, како би се објединило етимолошко порекло географских назива, попис производа особених за ту земљу као и опис локалне географије уз предања која су се могла чути од стараца. Таквих књига и састава, било је много, али је до данас сачувано само пет. Израз којим је писан је једноставан, а двор није мењао текстове. Они тако чувају дијалекатске облике и аутентичне облике митолошких прича; при чему је коришћен кинески језик али има и транскрипције јапанског језика (Манјогана).
Царица је задала следећа правила за састављање записа:
1. Географско име покрајине мора да садржи два идеограма (семантички) позитивне конотације
2. Бележење имена производа привређивања
3. Навођење карактеристике земљишта - да ли је плодна или јалова
4. Етимолошко објашњење порекла имена река, планина, поља...
5. Легендарне приче стараца

Сврха свега је прагматска - да се добије реална слика о територији Јапана и о ситуацији у земљи, као и да се утврди како и колико је могуће опорезивати поданике, у зависности од покрајине. Овакву збирку условљава практиковање рицурјо система.
Нихон-рјојки - 日本領域 - чине легенде везане за будизам, који је био присутан већ у време када се састављао Коџики, а његов састављач је Кјокај, или још познат као Кејкај; свештеник у храму Јакуши. Приче су представљале на једноставан начин Будино учење за потребе обичног народа. Међу првим општепознатим будистичким идејама је: „ин га о-хо“ или „добро се добрим враћа“. Ова књига се бави тадашњим животом обичних људи. 